# Скуйите, Аустра
Аустра Ску́йите (лит. Austra Skujytė; род. 12 августа 1979, Биржай) — литовская легкоатлетка, выступавшая в многоборье, двукратный призёр Олимпийских игр в семиборье (2004 и 2012), двукратный призёр чемпионатов мира в помещении в пятиборье (2004 и 2012), призёр чемпионата Европы в помещении 2011 года в пятиборье. Из дисциплин многоборья особенно успешно выступала в толкании ядра, метании диска и прыжках в высоту — в этих дисциплинах она становилась чемпионом и призёром национального первенства Литвы (в толкании ядра Аустра дважды была чемпионкой Литвы).
На Олимпийских играх в Афинах достаточно неожиданно выиграла серебро, уступив только знаменитой шведке Каролине Клюфт.
Рекордсменка мира в олимпийской дисциплине десятиборье (8358 очков, 2005 год).
В 2004 году была награждена командорским крестом ордена «За заслуги перед Литвой».
В 2017 году награждена командорским крестом ордена Великого князя Литовского Гядиминаса.

## Личные рекорды
- Семиборье: 6435 очков (21 августа 2004, Афины)
- Пятиборье: 4740 очков (2 марта 2007, Бирмингем)
- Толкание ядра: 17,86 м (16 августа 2009, Берлин)
- Прыжки в высоту: 1,92 м (3 августа 2012, Лондон)
- Метание диска: 53,10 м (22 июля [когда?], Каунас)